# Europastraße 46
Die Europastraße 46 (Abkürzung: E 46) ist eine Europastraße, die sich in West-Ost-Richtung durch Frankreich und Belgien erstreckt. Sie verläuft von Cherbourg bis nach Lüttich.

## Verlauf
Cherbourg-Octeville – Caen – Rouen – Reims – Charleville-Mézières – Liège
In der Normandie folgt die Europastraße von Cherbourg bis Caen dem Verlauf der N 13. Von dort aus ist die Europastraße eine Autobahn (A13). Ab Rouen ist die Strecke durch die Picardie identisch mit der RN 31. Ab Reims führt der Weg weiter auf der A34 bzw. A203 Richtung belgischer Grenze. Ab Sedan ist die Strecke dann wieder eine Nationalstraße (N43 bzw. N 58). In Belgien führt der Weg dann auf der N89 bis Champlon. Bis Marche-en-Famenne ist die Strecke dann gleich der N4. Ab dann folgt sie der N63 bis Lüttich.